# 村井貞規
村井 貞規（むらい さだのり、1948年〈昭和23年〉10月14日 - ）は、日本の工学者、工学博士、東北工業大学工学部教授。

## 略歴
- 1948年10月14日 - 村井貞允の長男として誕生。
- 1972年 - 東北大学大学院工学研究科博士課程単位取得満期退学
- 1984年3月14日 - 工学博士号（東北大学） 授与
- 東北工業大学工学部建設システム工学科 教授
- 同大学院工学研究科土木工学専攻 主任教授

## 著作物
共著
- 1994年 - 『構造力学の基礎. 1』 佐武正雄（著） 技報堂出版 ISBN 4-7655-1544-3
- 1994年 - 『交通工学』 武山泰 他（著） 福田正（編） 朝倉書店 ISBN 4-254-26129-2
- 1996年 - 『構造力学の基礎. 2』 佐武正雄（著） 技報堂出版 ISBN 4-7655-1545-1
- 2000年 - 『計画数理 : 土木計画のための統計解析入門』 森北出版 ISBN 4-627-49471-8
- 2005年 - 『道路工学』 姫野賢治 他（著） 理工図書 ISBN 4-8446-0705-7

論文
- 国立情報学研究所・論文ナビゲータ

博士論文
- 1984年 - 『アスファルト舗装の熱的性質と力学的挙動に関する研究』 東北大学 乙第3757号

## 親族
- 曾祖父 村井貞慶 - 庄内藩士、第3代加茂町町長
- 祖父 村井貞固 - 植物学者
- 叔祖父 村井貞亨 - 海軍機関大佐
- 叔祖父 村井貞敏 - 海軍大佐
- 叔祖父 村井貞寛 - 医学博士
- 父 村井貞允 - 地質学者、理学博士
- 叔父 村井貞彰 - 農学者、農学博士
- 叔父 村井貞克 - 植物研究家